# Plonéour-Lanvern
Plonéour-Lanvern is een gemeente in het Franse departement Finistère, in de regio Bretagne. De plaats maakt deel uit van het arrondissement Quimper. Plonéour-Lanvern telde op 1 januari 2022 6.403 inwoners.

## Geografie
De oppervlakte van Plonéour-Lanvern bedroeg op 1 januari 2022 48,91 vierkante kilometer; de bevolkingsdichtheid was toen 130,9 inwoners per km².

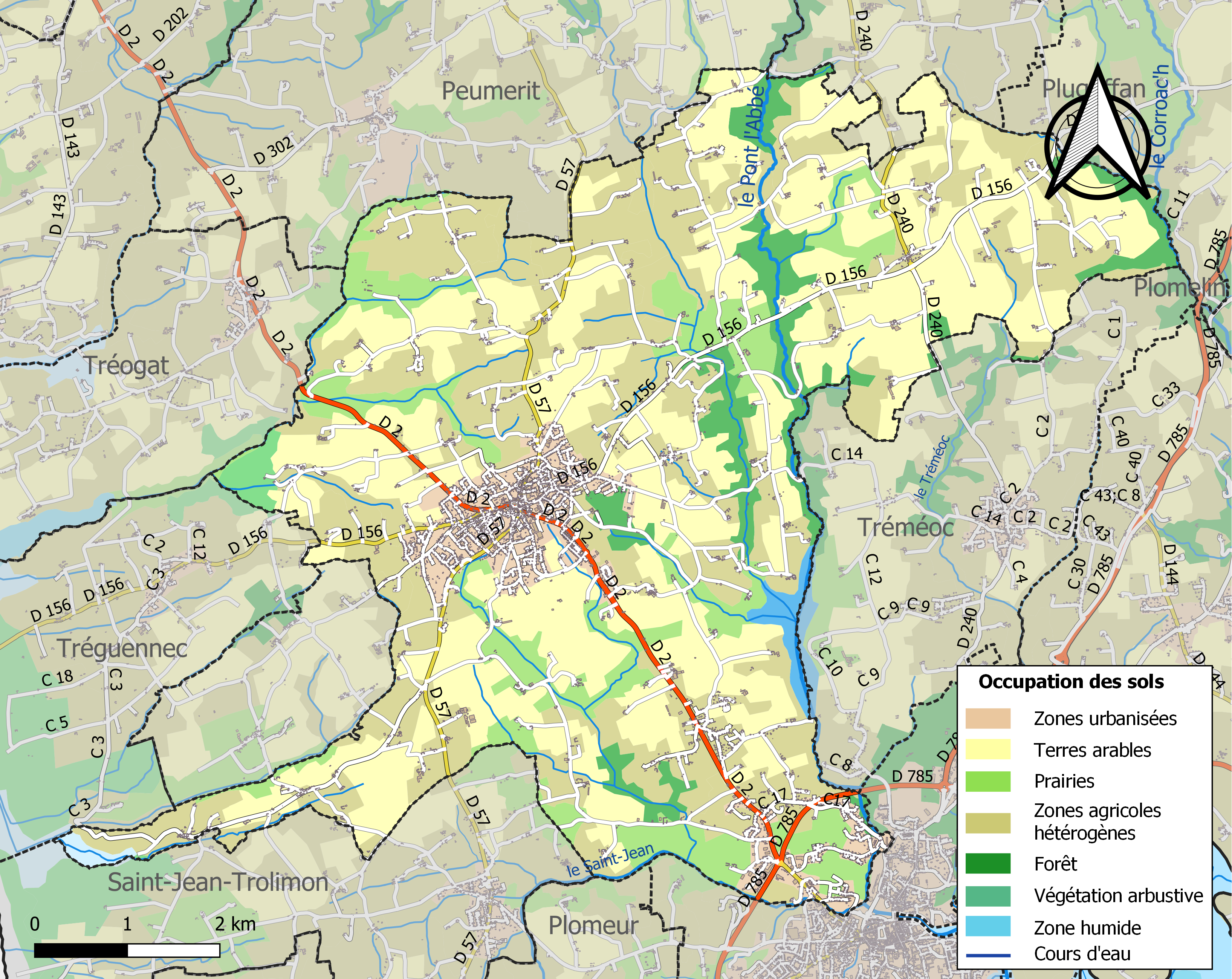
Kaart van de gemeente met belangrijkste infrastructuur, bodemgebruik en omliggende gemeenten

## Demografie
Onderstaande figuur toont het verloop van het inwonertal (bron: INSEE-tellingen).